# Гертель, Готфрид Кристоф
Готфрид Кристоф Гертель, правильней Хертель (нем. Gottfried Christoph Härtel; 27 января 1763, Шнееберг, курфюршество Саксония — 25 июля 1827, Дома (Германия)) — немецкий музыкальный издатель.

## Биография
Младший сын бургомистра г. Шнееберг в Рудных горах.
Выпускник Лейпцигского университета.
В 1795 году стал компаньоном владельца лейпцигского музыкального издательства Бернхарда Кристофа Брейткопфа. Из-за финансовых трудностей издательство находилось на грани закрытия. Гертель дал ему новый финансовый и концептуальный импульс. Уже в следующем году издательство стало именоваться двумя фамилиями «Breitkopf & Härtel», в традиционной русской транскрипции – «Брейткопф и Гертель». В 1798 году издательство начало два масштабных проекта: издание полного собрания сочинений Моцарта и выпуск еженедельного первого в своём роде, общемузыкального издания «Всеобщей музыкальной газеты». С 1800 года Гертель единолично распоряжался делами издательства. В 1806 году основал фортепианную фабрику, которая выпускала рояли под брендом «Breitkopf & Härtel».